# Auribeau
Auribeau ist eine französische Gemeinde mit 70 Einwohnern (Stand 1. Januar 2022) im Département Vaucluse in der Region Provence-Alpes-Côte d’Azur. Sie gehört zum Kanton Apt im gleichnamigen Arrondissement.

## Geographie
Auribeau liegt rund sieben Kilometer südöstlich der Stadt Apt. Nachbargemeinden sind Sivergues, Cucuron, Cabrières-d’Aigues, Castellet-en-Luberon und Saignon.
Im Südosten der Gemeinde erhebt sich der Mourre Nègre, der mit 1125 Metern Höhe der höchste Gipfel des Luberon-Gebirges ist. Auf dem Gemeindegebiet entspringt der Fluss Aigue Brun, der nach 23 Kilometern Länge in die Durance mündet.

## Verkehr
Durch den Ort Auribeau verläuft die Route départementale D48.

## Geschichte
Auribel wurde erstmals 1158 erwähnt und entwickelte sich ursprünglich um eine kleine Befestigung und eine romanische Kapelle herum. Im 14. Jahrhundert wurde die Gemeinde von den Einwohnern verlassen und 200 Jahre später an der Stelle des heutigen Dorfes wiederbesiedelt.

### Bevölkerungsentwicklung
| Jahr      | 1962 | 1968 | 1975 | 1982 | 1990 | 1999 | 2008 | 2016 |
| --------- | ---- | ---- | ---- | ---- | ---- | ---- | ---- | ---- |
| Einwohner | 16   | 22   | 30   | 38   | 46   | 59   | 73   | 72   |

## Politik

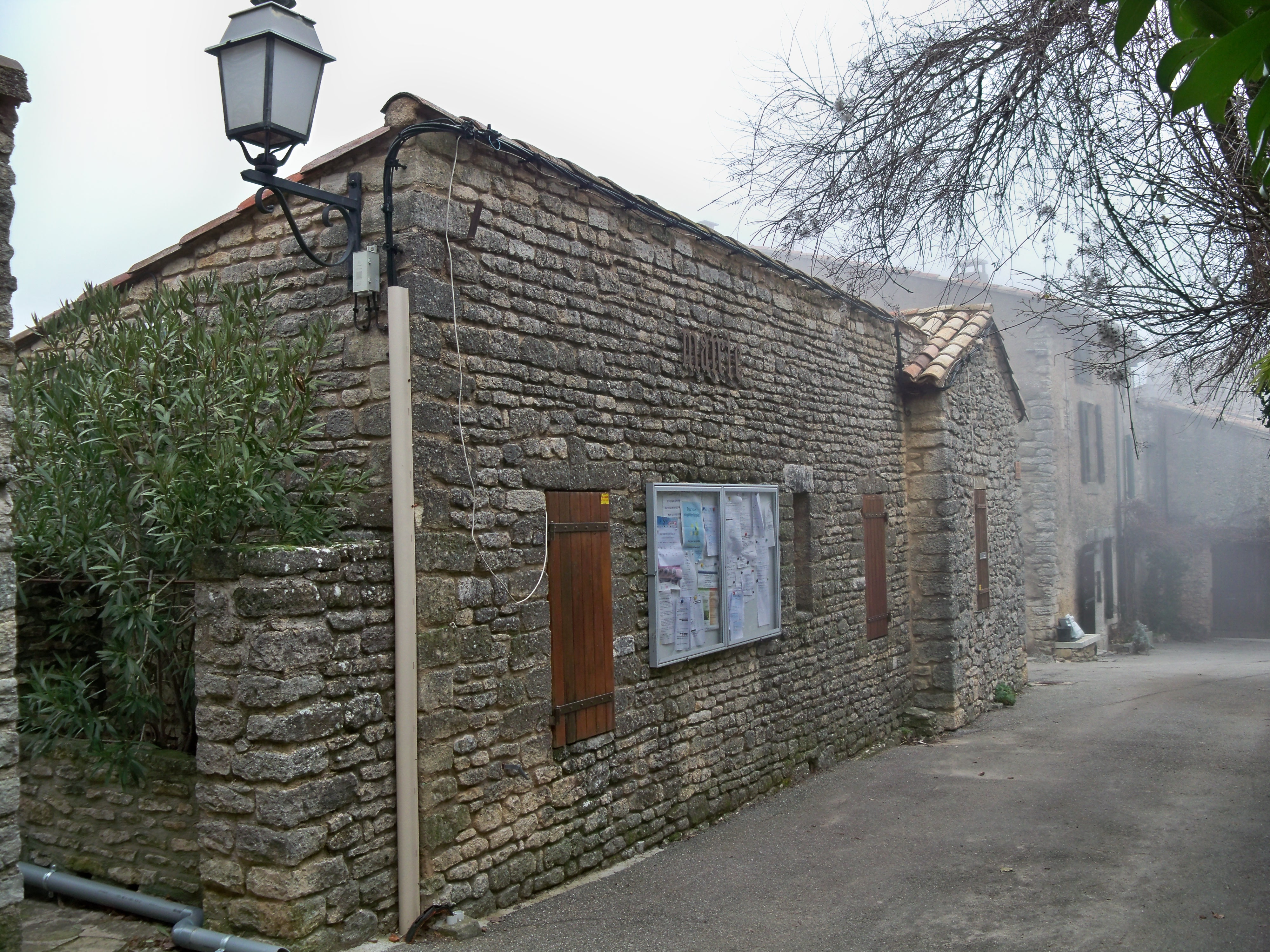
Mairie

Bei den französischen Präsidentschaftswahlen 2002 erzielte der linksradikale Politiker Olivier Besancenot (LCR) mit 38 % der Stimmen das mit Abstand beste Ergebnis im ersten Wahlgang. 2007 verlor er einige Stimmen, landete jedoch zusammen mit Nicolas  Sarkozy (25,42 %) nur knapp hinter der sozialistischen Präsidentschaftskandidatin Ségolène  Royal (27,12 %).

## Sehenswürdigkeiten

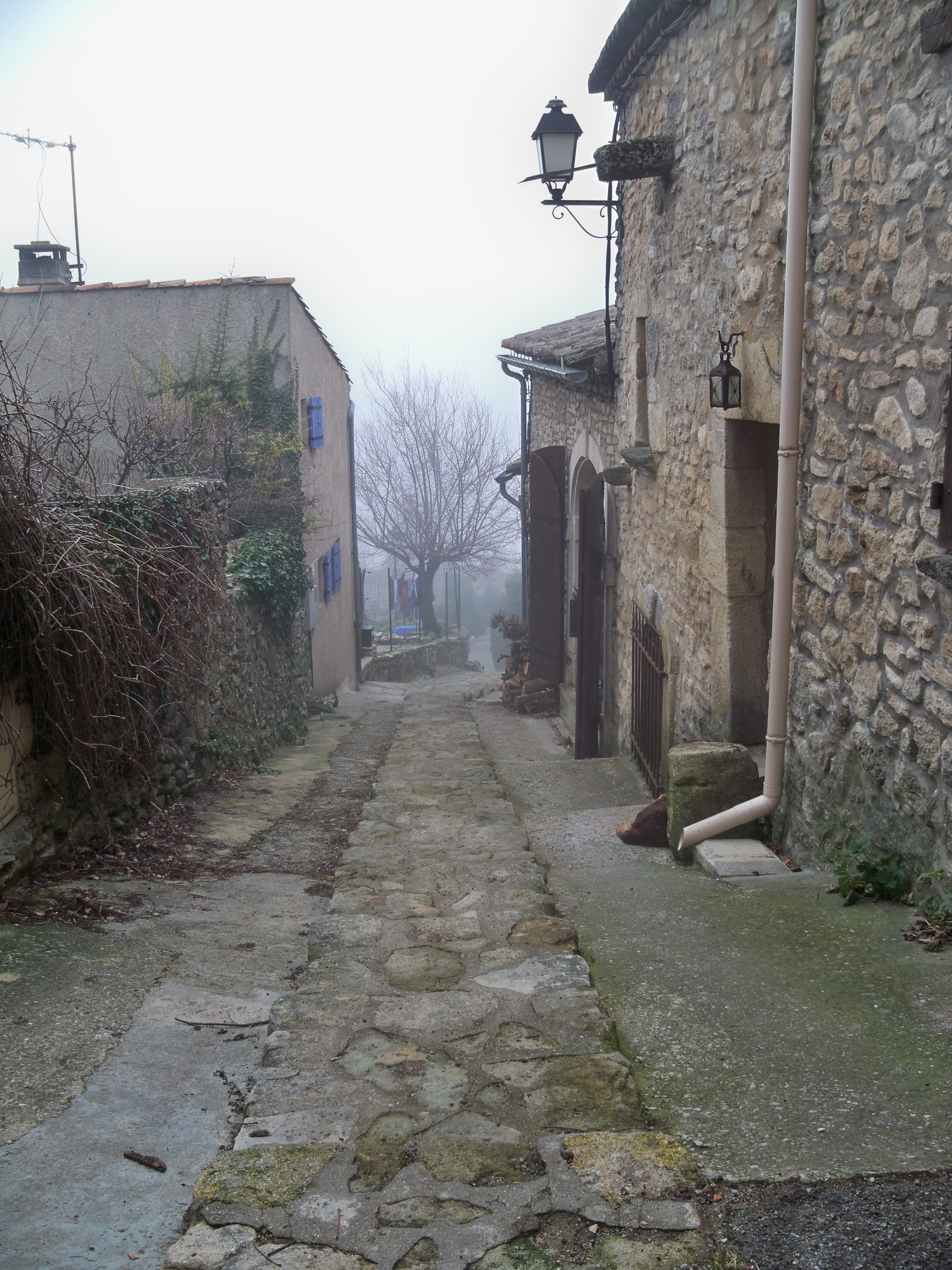
Gepflasterter Weg durch Auribeau

Die kleine Pfarrkirche St-Pierre-et-St-Paul wurde im frühen 18. Jahrhundert erbaut. Vorher besuchten die Einwohner Messen in Castellet, Saignon oder in der ehemaligen Kapelle. Die Kirche hat eine schöne Krippe mit Krippenfiguren aus dem 18. und 19. Jahrhundert. Ihr Glockenturm, mit zwei Bogenöffnungen über der Westfassade versehen, trägt eine Glocke aus dem Jahr 1732, die von einem Galeeren-Kapitän gestiftet wurde.
Von dem mittelalterlichen Dorf sind noch Teile des Donjon, Überreste der Ummauerung, einige mittelalterliche Häuser und die Kapelle St-Pierre erhalten. Die Bauten wurden in den 1990er Jahren einer Restaurierung unterzogen.